# Конів
Ко́нів —  село в Україні, у Самбірському районі Львівської області. Населення становить 543 особи. Герб села є промовистим.
1 квітня 1927 р. сільська гміна (самоврядна громада) Конів вилучена зі Старосамбірського повіту і приєднана до Добромильського повіту Львівського воєводства.